# Heartbreaker (альбом Дайон Уорвик)
| Оценки критиков               | Оценки критиков |
| Источник                      | Оценка          |
| ----------------------------- | --------------- |
| AllMusic                      | [ 1 ]           |
| Encyclopedia of Popular Music | [ 2 ]           |
| The Rolling Stone Album Guide | [ 3 ]           |

Heartbreaker — двадцать третий студийный альбом американской певицы Дайон Уорвик, выпущенный в 1982 году на лейбле Arista Records. Продюсерами альбома стали Барри Гибб, Карл Ричардсон и Олби Галютен. Запись проходила в апреле-мае 1982 года на различных американских студиях.

## Об альбоме
Лид-сингл «Heartbreaker» стал настоящим хитом, заняв верхние строчки хит-парадов не только в Северной Америке, но и в Европе. Песне покорился шведский чарт, также песня вошла в первую пятёрку чартов Норвегии, Великобритании, Новой Зеландии, Швейцарии и Нидерландов. Также были выпущены синглы «Take the Short Way Home», «All the Love in the World» и «Yours», все они попали в чарты различных стран.
Это помогло и продажам альбома, в Норвегии он возглавил чарт на десять недель, а также вошёл в десятку лучших в чартах Швеции, Великобритании, Нидерландов и Австрии. В Великобритании пластинка получила платиновую сертификацию уже через три месяца после релиза. В США альбом занял 25 место в чарте Billboard Top LPs и 13 место в чарте Top Black Albums, там же пластинка получила золотую сертификацию.

## Список композиций
| №  | Название                  | Автор(ы)                           | Длительность |
| -- | ------------------------- | ---------------------------------- | ------------ |
| 1. | «Heartbreaker»            | Барри Гибб, Робин Гибб, Морис Гибб | 4:16         |
| 2. | «It Makes No Difference»  | Барри Гибб, Олби Галютен           | 4:26         |
| 3. | «Yours»                   | Барри Гибб, Робин Гибб, Морис Гибб | 4:58         |
| 4. | «Take the Short Way Home» | Барри Гибб, Олби Галютен           | 3:47         |
| 5. | «Misunderstood»           | Барри Гибб, Робин Гибб, Морис Гибб | 4:07         |

| №   | Название                         | Автор(ы)                             | Длительность |
| --- | -------------------------------- | ------------------------------------ | ------------ |
| 6.  | «All the Love in the World»      | Барри Гибб, Робин Гибб, Морис Гибб   | 3:25         |
| 7.  | «I Can’t See Anything (But You)» | Барри Гибб, Морис Гибб, Олби Галютен | 3:24         |
| 8.  | «Just One More Night»            | Барри Гибб, Олби Галютен             | 3:51         |
| 9.  | «You Are My Love»                | Барри Гибб, Робин Гибб, Морис Гибб   | 3:50         |
| 10. | «Our Day Will Come»              | Боб Гиллард, Морт Гарсон             | 3:47         |

## Чарты
| Чарт (1982-83)                         | Высшая позиция |
| -------------------------------------- | -------------- |
| Австралия (Kent Music Report)          | 14             |
| Австрия (Ö3 Austria)                   | 10             |
| Германия (Offizielle Top 100)          | 18             |
| Нидерланды (Album Top 100)             | 5              |
| Новая Зеландия (RMNZ)                  | 32             |
| Норвегия (VG-lista)                    | 1              |
| Швеция (Sverigetopplistan)             | 2              |
| Великобритания (UK Albums Chart)       | 3              |
| США (Billboard 200)                    | 25             |
| США (Billboard Top R&B/Hip-Hop Albums) | 13             |

| Чарт (1983)                   | Позиция |
| ----------------------------- | ------- |
| Германия (Offizielle Top 100) | 64      |
| Нидерланды (MegaCharts)       | 67      |

## Сертификации и продажи
| Регион                                                      | Сертификация | Продажи  |
| ----------------------------------------------------------- | ------------ | -------- |
| Нидерланды (NVPI)                                           | Золотой      | 50 000^  |
| Великобритания (BPI)                                        | Платиновый   | 300 000^ |
| США (RIAA)                                                  | Золотой      | 500 000^ |
| ^ Данные о тиражах приведены только на основе сертификации. |              |          |